# 三田杏
三田 杏（英文名：An Mita、みた あん、1999年2月6日 - ）は、日本の元AV女優。ライフプロモーションに所属していた。
後に「川田みはる（かわだ みはる）」に改名し、ボディーコーポレーションに所属していた。

## 経歴
2017年11月2日、SODクリエイトのレーベル「SOD star」からSOD star3ヶ月連続デビューの第2弾として「三田杏 AV Debut」でAV女優デビュー。
2018年2月、DMMアダルトアワード最優秀新人賞にノミネートされ、同年3月にはSOD AWARD2018で新人女優賞を受賞した。
2018年5月いっぱいでSOD starを卒業。
2019年1月31日をもって引退する事をTwitterにて発表。アカウントは即日削除、事務所サイトからもプロフィールが削除された。
同年5月13日、ボディーコーポレーション所属の「川田みはる」としてAV女優に復帰。
2020年9月9日、インスタグラムで「AV人生終了のお知らせ」を発表。

## 人物
東北地方出身。3歳の時に両親が離婚。母は8人の子供（三田は7番目）を養うために4つの仕事を掛け持ちしたことがたたり、最終的にはうつ病となる。家計を支えるべく介護士になるため福祉系の高校に入学するが、入学金が払えず3日（納入期限日）で退学。その後、家出同然で介護施設に勤務したが、無資格で非正規雇用だったため賃金も安く、かつての母親同様多種多様なアルバイトをかけもつ。
弟の生活に支障が出ないよう毎月12万以上を実家に入れていたが、母親が完全に働けなくなったことで借金返済もままならなくなる。そして18歳の時、キャバクラをやろうか勇気を出して風俗をやろうか考えに考え、「Hを仕事にできたらいい」と思ったことでAV女優の道を選ぶ。
家族を支えようと決意したのは親への恩返しで、借金は2019年に完済している。
趣味は犬と遊ぶこと。
特技は料理でかぼちゃの煮つけが得意。
初めて彼氏が出来たのは16歳、初体験は17歳。

## 作品

### アダルトビデオ

#### SOD専属期間
「三田杏」名義
2017年
- 三田杏 AV Debut（2017年11月2日、SODクリエイト）
- 三田杏 膣内開発 腰砕け中イキ4本番（2017年12月7日、SODクリエイト）

2018年
- SODstar 三田杏 ALL顔射！大家族近親相姦6P乱交 フレッシュビンカンボディだから家族同士のSEXなのに放心状態になるまで感じまくっちゃう！！の巻（2018年1月11日、SODクリエイト）
- SODstar 三田杏 イカされチャレンジ4本番 人生最多絶頂記録更新！（2018年2月8日、SODクリエイト）
- SODstar 三田杏 ニュプっと即ハメ！いきなりおち○ちん（2018年3月8日、SODクリエイト）
- 【VR】SODstar三田杏とイチャらぶリアルSEX（2018年3月9日、SODクリエイト）
- 【VR】三田杏のオナニーのお手伝いしてあげる（2018年3月30日、SODクリエイト）
- SODstar 三田杏 ガニ股美脚女子○生お漏らし痴漢 声の出せない状況で大量失禁!（2018年4月12日、SODクリエイト）
- SODStar 三田杏 ナマ派 初中出し解禁（2018年5月10日、SODクリエイト）

#### 専属解除後
「三田杏」名義 
2018年
- コスプレキャノンボール RUN.09 高身長×美乳Dカップ×猥尻×ドエロポテンシャル 三田杏（7月20日、プレステージ）
- 「ちょっ!!漏れちゃう!!」と弟の電気アンマで失禁しちゃった敏感お姉ちゃんはこっそりイク快感にドハマり。 ヤンチャな弟たちにイタズラさせてバレないように性処理遊び!! 「お姉ちゃんまたチビった（笑）ビクビクしてエビみたい」「くっそ!!仕返しにチンチンこすり!!(ニュルズボ) 」バコバコ近親相姦はエスカレート!! 三田杏（8月1日、ムーディーズ）
- イッてもやめない無限絶頂オイルマッサージ 追撃ピストン中出し性感開発 三田杏（8月1日、ワンズファクトリー）
- 資産家オヤジならデキる！テニサーJD大人買い中出し 三田杏 高杉麻里（8月19日、エムズビデオグループ）共演：高杉麻里
- 絶対妊娠!ガン反り生チ○ポで孕ませ中出しSEX! 三田杏（8月25日、本中）
- 嫌いな義父に夜這いされて…（9月1日、ワンズファクトリー）
- 囮捜査官アン -媚薬蔓延アルバイト潜入中出し編-（9月7日、プレミアム）
- 三田家のしきたり 受精専用 中出しメイド（9月7日、h.m.p）
- 時間停止 援交娘にタダマン中出し 三田杏（9月19日、エムズビデオグループ）
- 廃業寸前 この物語は潰れかけの店を夫に代わって自ら身体を張り見事立ち直らせた人妻の記録である。 ～秘密の個別サービスで再生した銭湯編～ 三田杏（9月25日、マドンナ）
- 連続射精するほど快感悶絶!!こねくり回しお掃除フェラ 三田杏（10月1日、ムーディーズ）
- 舐められざかり 三田杏  105日、ドリームチケット）
- 朝から晩まで中出しセックス 34 三田杏（10月25日、アイエナジー）
- 女教師 中出し20連発 三田杏（11月8日、アイエナジー）
- 寝ている女子○生の妹にイタズラしていたら逆に生ハメを求められて、もう発射しそうなのにカニばさみでロックされて逃げられずそのまま中出し!3（11月22日、アイエナジー）他出演：妃月るい、宮村ななこ、森下美怜
- SODファン感謝祭!クリスマスパーティー開催!!素人男性16名とぶっかけ乱交ヤリ放題オフ会!（12月20日、SODクリエイト）共演：栄川乃亜、生田みく
- 三田杏×マジックミラー号 ミラー越しに友達が見ている前で超恥ずかしいSEX（12月20日、SODクリエイト）
- 義姉レズ調教 三田杏レズ解禁作品（12月20日、アイエナジー）共演：あおいれな

2019年
- 過激なナースだらけで患者が退院したがらない人気病院に入院した僕のハレンチ入院生活2（1月11日、BAZOOKA）共演：森はるら、篠田ゆう、森下美怜
- 街で発見!美ジョガーのほろ酔いおかわり懇願セックス!!三田杏（1月25日、シャーク）
- 1日中愛し逢う 終わらないレズSEX 梨々花 三田杏（2月19日、レズれ!）共演：梨々花
- 濡れてテカってピッタリ密着 神スク水 三田杏 美少女から人妻まで可愛い女子のスクール水着姿をじっとりと堪能!着替え盗撮から始まり貧乳から巨乳にパイパン、ハミ毛、ジョリワキ等のフェチ接写やローションソーププレイ（2月21日、親父の個撮）
- 学校サボりの美少女はバレー部主将の早漏ビッチ娘 三田杏（3月1日、プラネットプラス）
- 恋がしたくなるエッチ（6月1日、S-Cute）他出演：森ほたる、あずみひな、加藤ももか

「川田みはる」名義
2019年
- 童貞好きのスケベなお姉さんにささやき騎乗位で何度も焦らされ中出ししちゃうボク 2（10月18日、DOC）他出演：悠月リアナ、宮沢ちはる、かなで自由

2020年
- 舞ワイフ ～セレブ倶楽部～ 130（1月23日、AROUND）※「深田咲良」名義 他出演：園原奈々子 ※「三村理香」名義
- 性豪の義父に寝ても覚めても犯される私の日常（1月31日、NON）
- 私、脅迫されてます（1月31日、光夜蝶）
- 同僚の妻はこれから3日間、俺専用肉便器（2月29日、光夜蝶）
- 街角スーツOL連れ込みセクハラ痴漢性交・みはる23歳（3月1日、下半身タイガース）
- NEWガチンコ全裸レズバトル 4（3月26日、ROCKET）共演：渚みつき、野々宮みさと、橋本れいか
- 冬愛ことねの完全主観オナニーサポート お尻の穴までヒクヒクしちゃう!!（3月25日、アロマ企画）共演：冬愛ことね

## 出演

### 雑誌
2017年
- FLASH（10月30日[21]、光文社）
- 週刊プレイボーイ（11月13日[22]、集英社）

2018年
- 週刊大衆（3月19日[23]、双葉社）

### テレビ
- じっくり聞いタロウ〜スター近況（秘）報告〜（2018年5月18日、テレビ東京）
- ぴゅあらばPresents ルルディ48って 第7 - 9夜（2018年8月16日 - 30日、レインボーチャンネル）
- 生放送でイラマチオ! 第2回戦（2019年6月28日、パラダイステレビ） - イラマチオ娘[24]

### インターネット放送
- 桃色♡ゲームチャンネル（2018年3月22日、AbemaTV ウルトラゲームス）[25]
- トイズハートプレゼンツ「ハートの部屋（仮）」 第45回[26]（2018年11月12日、ニコニコ生放送）[27]
- DTテレビ（2018年11月2日、AbemaTV） - 資料映像として出演。

## インタビュー
- 【長身美少女　三田杏インタビュー】「AV女優になるまでは、エッチが分からなかったんです。最初のフェラをしたときに『笑ってごらん』と言われて、ニコっと笑ったら、歯で裏スジを切っちゃって…（笑）」前編（2019年1月13日、デラべっぴんR）[28]
- 【長身美少女　三田杏インタビュー】「ちやほやされたいです（笑）。 『みったん！』みたいなコールがされたいです（笑）。アイドルが好きだし」「寝ている演技は上手いんですよ。ガチに寝るからガチです（笑）」後編（2019年1月14日、デラべっぴんR）[29]